# Arcade (canción)
«Arcade» es una canción interpretada por el cantante neerlandés Duncan Laurence.
La canción ganó representando a Países Bajos en el Festival de la Canción de Eurovisión 2019, llevado a cabo en Tel Aviv entre el 14 y 18 de mayo con 492 puntos. También ganó la segunda semifinal. 
Supuso la primera victoria de Países Bajos desde 1975.

## Lista de éxitos
| Listas (2019)                               | Posición |
| ------------------------------------------- | -------- |
| Bélgica (Flandes) (Ultratip Bubbling Under) | 7        |
| Países Bajos (Dutch Top 40)                 | 1        |
| Países Bajos (Mega Single Top 100)          | 7        |